# Chanoy
Chanoy település Franciaországban, Haute-Marne megyében. Lakosainak száma 128 fő (2022. január 1.). Chanoy Humes-Jorquenay, Rolampont és Beauchemin községekkel határos.

## Népesség
A település népességének változása:
| Lakosok száma | 84   | 152  | 147  | 136  | 149  | 142  | 127  | 122  | 119  | 128  |
|               | 1968 | 1982 | 1990 | 2006 | 2013 | 2015 | 2017 | 2019 | 2020 | 2022 |